# دونالد دلبرت كلايتون
دونالد دلبرت كلايتون (بالإنجليزية: Donald D. Clayton)‏ (و. 1935 – م) هو فيزيائي أمريكي.

## مناصب وهيئات
أدار جامعة كليمسون.